# تشكيك ديني

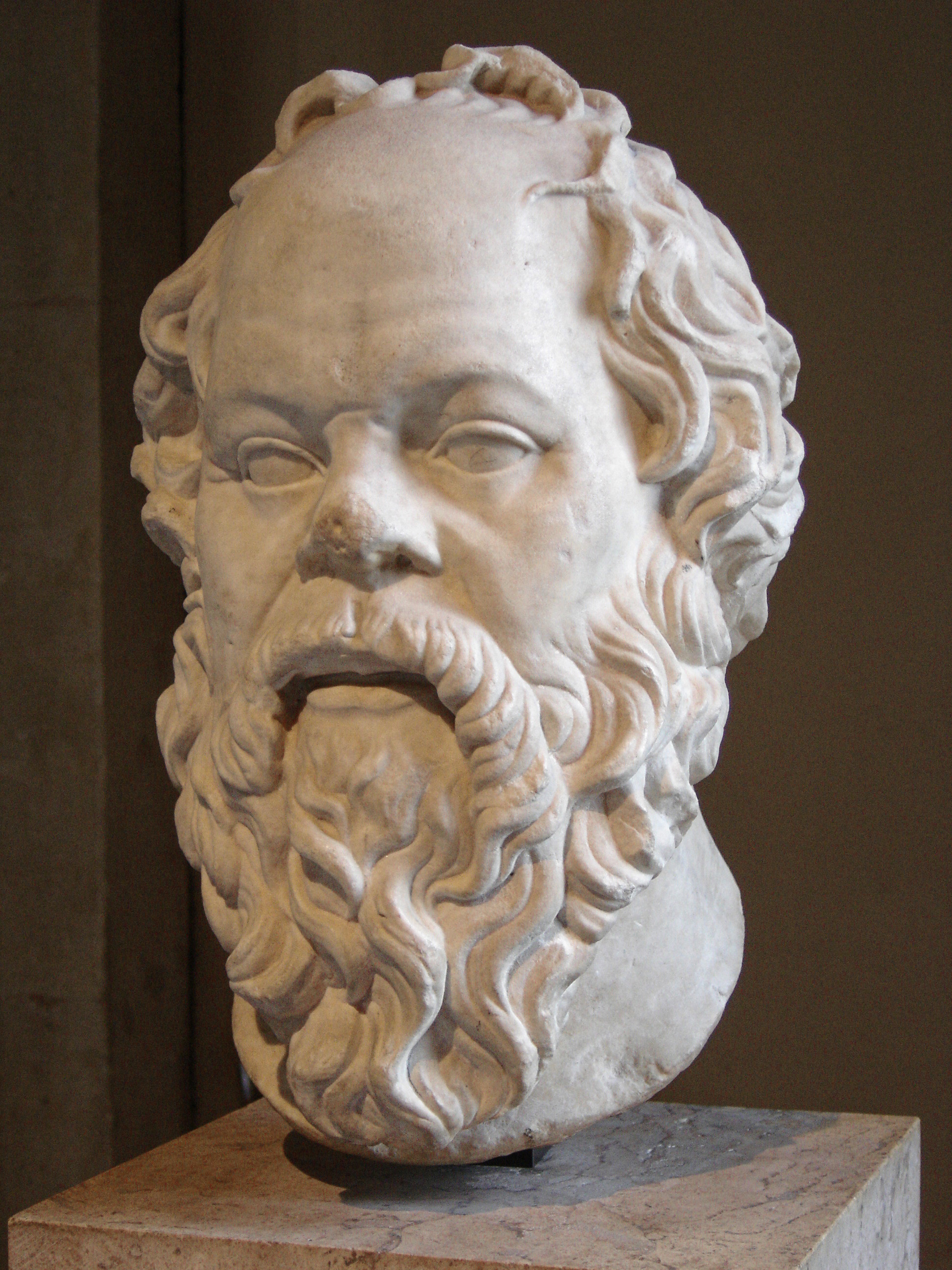

تشكيك ديني هو نوع من الشكوكية المتعلقة بالدين. المتشككين الدينيين يشككون بسلطة دينية وليس بالضرورة معارضة للدين ولكن يشككون بالمعتقدات و / أو الممارسات الدينية. بعض المششككين الدينيين ربوبيون يؤمنون في إله لا يتدخل ويرفضون الديانات السائدة. كان سقراط واحد أوائل من المتشككين الدينيين، شكك سقراط في شرعية المعتقدات وقتها وفي وجود الآلهة اليونانية.

## نبذة تاريخية

### التاريخ القديم
كانت اليونان القديمة مجتمعًا متعدد الآلهة. لم تكن فيه الآلهة قاهرة أو كلية القدرة، بل وتطلب الإيمان بها تقديم الأضحيات وممارسة الطقوس.
تعود الأفكار الأولى للشكوكية الدينية إلى كزينوفانيس الذي انتقد الدين المنتشر في عصره، وخاصة المفاهيم الخاطئة عن الإله باعتبارها حصيلة ثانوية للنزعة البشرية في تجسيد الآلهة. استخدم كزينوفانيس الكتاب المقدس في وقته ليصور الآلهة بشكل سلبي وشجع على اتخاذ نظرة أكثر عقلانية للدين. انتقد كزينوفانيس بشدة الأشخاص المتدينين الذين يفضلون معتقداتهم على معتقدات الآخرين دون سبب وجيه.
كان مفهوم سقراط حول القداسة يقتضي بوجوب أن تكون الآلهة خيرة وصادقة وحكيمة وأهلًا للثقة دائمًا، ولكن كان على هذه القداسة أن تعمل ضمن معايير العقلانية. أدى نقد سقراط للدين السائد آنذاك إلى محاكمته بتهمة المعصية والفساد -كما هو موثق في خطاب دفاع سقراط. كتب المؤرخ ويل ديورانت أن أفلاطون كان مشككًا في الإلحاد كتشكيكه بأي عقيدة أخرى.
كان ديموقريطوس أب الفلسفة المادية في الغرب، ولا يوجد أي أثر للإيمان بالحياة الآخرة في أعماله. يظهر ذلك بوضوح في عمله «مَن في الجحيم»، إذ يشير فيه إلى مكونات الروح باعتبارها ذرات تتحلل عند الموت. ألهم هذا لاحقًا الفيلسوف إبيقور والفلسفة التي أسسها. امتلك إبيقور وجهة نظر مادية ورفض أي حياة بعد الموت، وادعى أيضًا أن الآلهة غير مهتمة بالشؤون الإنسانية. أعلن لوكريتيوس في قصيدة «في طبيعة الأشياء» عن اتباعه الفلسفة الأبيقورية، مدعيًا أن الكون يعمل وفقًا للمبادئ الفيزيائية وأن الصدفة تحكمه وليست الآلهة الرومانية.
قدم الفيلسوف الأكاديمي المشكك شيشرون في كتابه «عن طبيعة الآلهة» حججًا ضد الرواقيين تدعو إلى التشكيك في سمات الآلهة ووجودها، سواء كانوا يشاركون في الشؤون الأرضية أم لا.
في الهند القديمة، توجد مدرسة فلسفية مادية تسمى كارفاكا. عُرِفت هذه المدرسة بتشكيكها في ادعاءات الديانة الفيدية وطقوسها ونصوصها. لم يؤمن الفيلسوف أجيتا كيساكامبالي -أحد رواد مدرسة كارفاكا- بالتقمص.

### التاريخ الحديث المبكر
اتخذ توماس هوبز مواقف تختلف بشدة مع التعاليم المسيحية الأرثوذكسية. لقد جادل مرارًا وتكرارًا بعدم وجود كائنات غير مادية، وأن كل الأشياء -حتى الله والسماء والجحيم- هم أشياء مادية. إذ قال: «يعترف الكتاب المقدس بوجود الأرواح، لكنه لا يدعي بأنها أشياء غير مادية لا تمتلك أبعاد أو حجم».
كان فولتير -الربوبي- ناقدًا قويًا للدين وداعيًا لقبول جميع الأديان ولفصل الكنيسة عن الدولة.
صرح العالم الياباني ياماغاتا بانتو (توفي عام 1821) بما يلي: «لا يوجد في هذا العالم آلهة أو بوذا أو أشباح، ولا يحوي أشياء غريبة أو خارقة».

## الشكوكية الدينية الحديثة
تحولت الشكوكية الدينية إلى مصطلح يدعم الأساليب العلمية والتاريخية في الإثبات. تساءل بعض المشككين عما إذا كان الدين موضوعًا متاحًا للنقد لأن الإيمان يلغي الحاجة للدليل. ومع ذلك، أصر آخرون على أنه قابل للنقد كأي مجال معرفة آخر، خاصة عند تقديمه ادعاءات تتعارض مع الادعاءات التي يقدمها العلم.
يوجد الكثير من الأعمال التي تبحث في الأمر منذ أواخر القرن العشرين لفلاسفة مثل شيلنبرغ وموسر؛ إذ نشر كلاهما العديد من الكتب المتعلقة بالموضوع. ركزت الكثير من أعمالهم على تحديد ماهية الدين وما يشكك الناس فيه على وجه التحديد. جادلت أعمال الآخرين في جدوى الشكوكية الدينية من خلال الاحتكام إلى أدلة أعلى مرتبة (أدلة حول قدراتنا على الإثبات والتقييم)، ما يسميه البعض البرهان الشمولي.
ما يزال تأثير الشكوكية اليونانية الأولى باقيًا في الطريقة التي يدرس بها بعض المفكرين المعاصرين الجدوى الفكرية للإيمان بالألوهية.
في العصر الحديث، يواجه المشككين الدينيين قدرًا معينًا من سوء الظن والرفض، خاصة الملحدين منهم. يقترن هذا بخوف العديد من المشككين من حكومات البلدان التي يكون فيها الفصل بين الكنيسة والدولة من المبادئ الأساسية، كما في الولايات المتحدة الأمريكية.